# Топорков, Валерий Петрович
Валерий Петрович Топорков (26 апреля 1948, с. Грязновское, Богдановичский район, Свердловская область — 20 октября 2020, Екатеринбург) — эстрадный артист, вокалист. Заслуженный артист Российской Федерации (2001).

## Биография
Мама и отец любили петь дома. Отец — даже какие-то оперные арии. А маму приглашали петь и на сельские праздники. 
После окончания учёбы в ГПТУ № 4 (1966 год) Валерий работал формовщиком на Уралхиммаше и на заводе электроавтоматики.
Дебют в качестве певца состоялся в 1967 году, когда 19-летний Валерий Топорков, проходивший срочную службу в Москве, впервые вышел на сцену. Доводилось петь вместе со звёздами тех лет: Вадимом Мулерманом, Аидой Ведищевой, Майей Кристалинской, с кумиром детства Муслимом Магомаевым). С тех пор он неразрывно связан с Песней.  
После службы в армии Валерий Петрович вернулся на родной завод. Стал победителем Первого областного конкурса «Юность комсомольская моя» (1971), затем — победителем Всесоюзного телевизионного конкурса «Молодые голоса» (1973), дипломантом Х Всемирного фестиваля молодёжи и студентов в Берлине (1973). 
В 1974—1978 г.г. учился в Свердловском музыкальном училище им. П. И. Чайковского, на эстрадно-джазовом отделении, которое без отрыва от производства окончил в 1978 году. Вечерами выступал в таких известных коллективах как «ЭВИА-66», «Эврика» и в Эстрадно-симфоническом оркестре пу В.И. Турченко. С ансамблем «Эврика» побывал на гастролях в Болгарии, Польше, во многих городах России. За год до окончания музыкального училища становится солистом эстрадного коллектива «Малахит» Свердловской государственной филармонии, в котором проработал в общей сложности 19 лет. После стал солистом Свердловской филармонии.
1978 — почётный гость фестиваля советской песни в Зелёной Гурте (Польша).
Наибольшую популярность певцу принёс Гран-при на II Всесоюзном телеконкурсе «С песней по жизни» (1978), который транслировался телевидением СССР. Валерий исполнил песню Александры Пахмутовой и Михаила Львова «Горячий снег», получил также приз газеты «Советская культура». Затем вышел в финал фестиваля «Песня года» (1982) с песней «Встреча друзей» Е. Мартынова.
В 1980-м создаёт в Свердловской филармонии эстрадный коллектив «Лица друзей». В 1982 году коллектив становится победителем на Всероссийском конкурсе советской песни в Сочи.
1981-1984 – участвует в международных эстрадных программах «Мелодии друзей».
В 1985 году певец сыграл эпизод в фильме «Прощание славянки» Свердловской киностудии.
С 1993 года — солист-вокалист ООО «Концертная фирма „Лира“» (г. Екатеринбург), затем в 1996—2020 гг. — артист-вокалист Уральского театра эстрады. Часто выступал с фолк-ансамблем «Солнцеворот».
Песни Валерия Топоркова звучали в фильмах «Путевка в жизнь», «Малая земля», «Возрождение», «Целина».
В 2001 году певцу присвоено звание «Заслуженный артист Российской Федерации». В 2010 году — открыта именная памятная звезда Валерия Топоркова, первая на Уральской «Площади звёзд» возле Театра эстрады.
27 апреля 2013 года Валерий Топорков выступил в екатеринбургском Театре Эстрады с Юбилейной программой «Вечная весна».
Несмотря на многочисленные приглашения жить и работать в Москве, Санкт-Петербурге и других городах, Валерий Топорков всегда был предан родному Екатеринбургу.
Уральскому певцу доверяли первое исполнение своих композиций Александра Пахмутова, Ян Френкель, Никита Богословский, Евгений Мартынов, Юрий Саульский и другие авторитетные отечественные композиторы, которые высоко ценили его артистизм и благородство манеры исполнения.
Валерий Петрович был известен и своей активной жизненной позицией. Он гастролировал в городах и республиках страны, принимал участие в международных программах «Мелодии друзей» стран народной демократии, выступал для воинов-интернационалистов в республике Афганистан, регулярно исполнял свои песни в передачах центрального телевидения: «Голубой огонёк», «Шире круг», «Утренняя почта».
Валерий Топорков работал с Эстрадно-симфоническим оркестром Всесоюзного радио и Центрального телевидения под управлением Юрия Силантьева, с выдающимися дирижёрами: Александром Михайловым, Александром Петуховым и другими.
Скончался 20 октября 2020 года после длительной болезни сосудистой системы. В июле у него случился инфаркт, а после стала прогрессировать гангрена. В начале сентября с подозрением на коронавирус его перевели в 14-ю больницу Екатеринбурга, там он лежал в гнойном отделении, в котором пытались вылечить и сохранить его ноги. Но болезнь стала прогрессировать. 27 сентября жена Татьяна увезла его в больницу в Верхней Пышме в надежде на то, что сосудистые хирурги там смогут спасти её мужа. Но через несколько дней артисту ампутировали ногу, и с тех пор он не приходил в себя.
22 октября 2020 года, после отпевания в Храме на Крови и гражданской панихиды в Уральском Государственном Театре Эстрады Валерий Петрович Топорков похоронен на кладбище села Новоалексеевское городского округа Первоуральск.

## Дискография
- 1998 — «Лица друзей» (архивные записи)

- 2001 — «Королева красоты» (Песни Арно Бабаджаняна)

- 2005 — «Ты такая одна!..»

- 2008 — «Мой берег»
- 2013 — «Сменяются афиши» (самопальный интернет-сборник, составленный поклонником творчества. На физических носителях не выходил, на официальных платформах не выкладывался).

## Фильмография
- 1982 — «Песня года-1982»
- 1988 — «Тот, кто с песней»
- 1992 — «Поёт Валерий Топорков»
- 2018 — «Неужели 70? (Юбилейный концерт в Уральском Государственном Театре Эстрады 29 апреля 2018 года)»

## Семья
- Первая жена — Галина Александровна Топоркова (род. 08.10.1948), сын — Родион Валерьевич Топорков (17.10.1974 — 12.10.2000).
- Вторая жена — Татьяна Петровна Топоркова (род. 1957), сын — Иоанн Валерьевич Топорков (род. 23.11.1991), дочь — Дарья Валерьевна Топоркова (род. 07.07.1997).